# Te cunosc de undeva! (Sezonul 15)
Sezonul 15 al emisiunii de divertisment Te cunosc de undeva! a debutat la Antena 1 pe 12 septembrie 2020. Emisiunea a fost prezentată de Alina Pușcaș și Cosmin Seleși. Juriul era format din Andreea Bălan, Ozana Barabancea, Aurelian Temișan și Cristian Iacob.

## Distribuția

### Celebrități
- Adda - cântăreață
- Adriana Trandafir & Romică Țociu - actori
- AMI - cântăreață
- Jojo - actriță
- Liviu Vârciu & Andrei Ștefănescu - cântăreți
- Monica Anghel & Marcel Pavel - cântăreți
- Tavi Clonda - cântăreț
- Toto Dumitrescu - actor

### Juriul
- Andreea Bălan
- Ozana Barabancea
- Aurelian Temișan
- Cristian Iacob

### Jurizare
Dupa ce concurenții și-au făcut transformările, fiecare din membrii juriului acorda note de la 5 la 12. După notarea concurenților se alcătuia un clasament provizoriu al juriului. La acest clasament se adăugau punctele acordate de concurenți. Și anume, fiecare dintre concurenți avea la dispoziție cinci puncte pe care să le acorde artistului preferat. După adunarea tuturor punctelor, se mai adaugă niște ultime 5 puncte date de trupa The Colours. Concurentul cu cel mai mare punctaj după cele două jurizări câștiga ediția respectivă și primea 1000 de euro, pe care urma să îi doneze. La finalul sezonului, celebritatea câștigătoare a primit 15.000 de euro.

## Interpretări
Legendă:
     Câștigător
| Concurent                        | Ediția 1                      | Ediția 2                          | Ediția 3                           | Ediția 4                         | Ediția 5                                 | Ediția 6                           | Ediția 7                       | Ediția 8             |
| -------------------------------- | ----------------------------- | --------------------------------- | ---------------------------------- | -------------------------------- | ---------------------------------------- | ---------------------------------- | ------------------------------ | -------------------- |
| Adda                             | Delia                         | Becky G                           | Benone Sinulescu                   | Lady Gaga                        | Eddi Reader                              | Pitbull                            | Dida Drăgan                    | Rihanna              |
| Adriana Trandafir & Romică Țociu | Maria Ciobanu & Ion Dolănescu | Andra & Tiger One                 | Tina Turner & Eros Ramazzotti      | The Blues Brothers               | Viorica & Margherita de la Clejani       | Angela Similea & Marius Țeicu      | Azucar Moreno                  | Irina Loghin & Fuego |
| AMI                              | Jennifer Lopez                | Killa Fonic                       | Dua Lipa                           | Aurel Moldoveanu                 | Mădălina Manole                          | Ștefan Bănică Jr.                  | Misha Miller                   | Lara Fabian          |
| Jojo                             | Evora                         | Smiley                            | Amy Winehouse                      | Corina Chiriac                   | Nicu Paleru                              | Zaz                                | Anda Călugăreanu               | Lenny Kravitz        |
| Liviu Vârciu & Andrei Ștefănescu | Mirabela Dauer & Pepe         | Barack Obama & Vladimir Putin     | Goran Bregovic & Florin Salam      | Andrea Bocelli & Sarah Brightman | The Weather Girls                        | Gheorghe Dinică & Nelu Ploieșteanu | Soolking & Dhurata Dora        | Aqua                 |
| Monica Anghel & Marcel Pavel     | Alicia Keys & Jay-Z           | Cornelia Catanga & Romica Puceanu | Margareta Pâslaru & Dan Spătaru    | Jane Horrocks & Robbie Williams  | Marcel Pavel & Monica Anghel             | Gigi D'Alessio & Cesaria Evora     | Diana Matei & Aurelian Temișan | Mira & Florian Rus   |
| Tavi Clonda                      | Beyonce                       | Adam Lambert                      | Elena Gheorghe                     | Roman Iagupov                    | Prince                                   | Madonna                            | James Hetfield                 | Radu Ille            |
| Toto Dumitrescu                  | Snoop Dogg                    | Patricia Kaas                     | David Lee Roth                     | In-Grid                          | J Balvin                                 | Justin Bieber                      | Tita Bărbulescu                | Frank Sinatra        |
|                                  |                               |                                   |                                    |                                  |                                          |                                    |                                |                      |
| Concurent                        | Ediția 9                      | Ediția 10                         | Ediția 11                          | Ediția 12                        | Ediția 13                                | Ediția 14                          | FINALA                         |                      |
| Adda                             | Puiu Codreanu                 | Jess Glynne                       | Silvia Dumitrescu                  | Alex Velea                       | Jessie J                                 | Jason Derulo                       |                                |                      |
| Adriana Trandafir & Romică Țociu | Alabina & Los Ninos de Sara   | Jane Birkin & Serge Gainsbourg    | Conchita Wurst & Trevor Ashley     | Lola Flores & Celia Cruz         | Nana Mouskouri & Enrico Macias           | Genius                             | Asha Bhosle & Muhammed Rafi    |                      |
| AMI                              | Tones and I                   | Adrian Minune                     | JP Cooper                          | Nicole Scherzinger               | Cleopatra Stratan                        | Christina Aguilera                 | Britney Spears                 |                      |
| Jojo                             | Camila Cabello                | John Lennon                       | Maria Cârneci                      | Sanda Ladoși                     | Mihai Trăistariu                         | Tom Jones                          |                                |                      |
| Liviu Vârciu & Andrei Ștefănescu | Maria Dragomiroiu & Raoul     | Delia & Horia Brenciu             | Offset & Cardi B                   | Travie McCoy & Bruno Mars        | Matilda Pascal Cojocărița & Mirela Vaida | Blondy                             | Gică Petrescu                  |                      |
| Monica Anghel & Marcel Pavel     | Maluma & Maitre Gims          | Andreea Marin & Sofia Vicoveanca  | Sarah Brightman & Antonio Banderas | Diana Ross & Boy George          | Whitney Houston & Enrique Iglesias       | Laura Pausini & Andrea Bocelli     | Alla Pugaciova & Ivan Rebroff  |                      |
| Tavi Clonda                      | Feli                          | George Michael                    | Pink                               | Dan Ciotoi                       | Ricky Martin                             | Billy Ray Cyrus                    |                                |                      |
| Toto Dumitrescu                  | Lana Del Rey                  | Carla's Dreams                    | Marilyn Monroe                     | Ștefan Hrușcă                    | Tyga                                     | Marilyn Manson                     |                                |                      |

## Scor total
Legenda
Numere roșii indică concurentul care a obținut cel mai mic scor.
Numere verzi indică concurentul care a obținut cel mai mare scor.
     indică concurentul care a părăsit competiția.
     indică concurentul câștigător.
     indică concurentul de pe locul 2.
     indică concurentul de pe locul 3.
| Concurent                        | Cel mai mic scor inclusiv finala | Cel mai mare scor inclusiv finala | 1  | 2  | 3  | 4  | 5  | 6  | 7  | 8  | 9  | 10 | 11 | 12 | 13 | 14 | locuri | Total (1-14) | Finala | Locuri |
| -------------------------------- | -------------------------------- | --------------------------------- | -- | -- | -- | -- | -- | -- | -- | -- | -- | -- | -- | -- | -- | -- | ------ | ------------ | ------ | ------ |
| Adda                             | 21                               | 57                                | 32 | 34 | 24 | 44 | 54 | 34 | 39 | 37 | 21 | 57 | 46 | 41 | 57 | 30 | 7      | 530          | ―      | ―      |
| Adriana Trandafir & Romică Țociu | 26                               | 87                                | 49 | 36 | 43 | 45 | 26 | 36 | 64 | 28 | 54 | 31 | 54 | 40 | 38 | 28 | 2      | 572          | 87     | 2      |
| Ami                              | 30                               | 91                                | 32 | 30 | 58 | 30 | 36 | 52 | 41 | 64 | 58 | 38 | 30 | 59 | 39 | 40 | 1      | 607          | 91     | 1      |
| Jojo                             | 25                               | 52                                | 52 | 29 | 37 | 31 | 48 | 33 | 41 | 38 | 45 | 30 | 26 | 35 | 27 | 25 | 8      | 497          | ―      | ―      |
| Liviu Vârciu & Andrei Ștefănescu | 22                               | 77                                | 28 | 53 | 41 | 63 | 40 | 32 | 31 | 43 | 30 | 25 | 50 | 48 | 22 | 50 | 4      | 556          | 77     | 4      |
| Monica Anghel & Marcel Pavel     | 30                               | 86                                | 47 | 36 | 36 | 39 | 57 | 34 | 42 | 30 | 47 | 51 | 42 | 33 | 31 | 33 | 3      | 558          | 86     | 3      |
| Tavi Clonda                      | 25                               | 59                                | 35 | 59 | 28 | 44 | 25 | 57 | 37 | 28 | 28 | 41 | 35 | 27 | 49 | 50 | 6      | 543          | ―      | ―      |
| Toto Dumitrescu                  | 21                               | 61                                | 42 | 40 | 50 | 21 | 31 | 39 | 22 | 49 | 34 | 44 | 34 | 34 | 54 | 61 | 5      | 555          | ―      | ―      |